# 붉평치속
붉평치속(Lampris)은 이악어목에 속하는 조기어류 속의 하나이다. 붉평치과(Lampridae)의 현존하는 유일속이다. 붉평치 등 2종을 포함하고 있다. 2015년, 물고기 가운데 처음으로 일정한 체온을 유지하는 거의 온전한 온혈동물임이 밝혀졌다.

## 하위 분류
- 붉평치과 (Lampridae)
  - 붉평치속 (Lampris) Retzius, 1799
    - 붉평치 (L. guttatus)
    - L. immaculatus Gilchrist, 1904

  - † Megalampris Gottfried, Fordyce & Rust, 2006